# Athabasca River
Der Athabasca River (französisch Rivière Athabasca; deutsche Schreibweise manchmal Athabaska; Cree „wo es Schilf gibt“) ist ein 1231 km langer Fluss in der kanadischen Provinz Alberta, der zum Flusssystem des Mackenzie River gehört.
Er entspringt im südwestlichen Teil von Alberta aus den Quellbächen des Athabasca-Gletschers unweit der Grenze zur Provinz British Columbia im Jasper-Nationalpark. Der 23 m hohe Wasserfall Athabasca Falls liegt an seinem Oberlauf (⊙). Er bahnt sich in nordöstliche Richtung seinen Weg durch die Great Plains, bis er nahe der Grenze zu Saskatchewan in den Athabascasee mündet. Das Einzugsgebiet des Athabasca umfasst 153.000 km².
Wichtige Zuflüsse sind der Lesser Slave River, der den Kleinen Sklavensee entwässert, der McLeod River und der Pembina River.
Der Fluss und der Athabascasee sind Namensgeber für die Athabasca-Ölsande, eine Ölsand-Lagerstätte südlich des Sees und südlich und östlich des Flusslaufes. Sie sind das größte bekannte Vorkommen unkonventionellen Erdöls und werden unter gewaltigem Energieaufwand und Umweltbeeinträchtigungen ausgebeutet.
Zwischen den 1820er Jahren und den 1840er Jahren folgte der York Factory Express, eine Handelsroute der Hudson’s Bay Company zwischen der York Factory an der Hudson Bay und dem Fort Vancouver im Columbia District, Streckenweise dem Flusslauf.
Seit 1989 ist der Fluss ein Canadian Heritage River.

## Orte am Fluss
- Jasper
- Hinton
- Whitecourt
- Fort McMurray
- Athabasca

## Abflusspegel
- Athabasca River am Pegel nahe Windfall – hydrographische Daten bei R-ArcticNET
- Athabasca River am Pegel nahe Jasper – hydrographische Daten bei R-ArcticNET
- Athabasca River am Pegel Entrance – hydrographische Daten bei R-ArcticNET
- Athabasca River am Pegel Hinton – hydrographische Daten bei R-ArcticNET
- Athabasca River am Pegel Athabasca – hydrographische Daten bei R-ArcticNET
- Athabasca River am Pegel unterhalb von McMurray – hydrographische Daten bei R-ArcticNET